# Enéas Athanázio
José Enéas Cezar Athanázio (Campos Novos, 28 de março de 1935 – Balneário Camboriú, 4 de abril de 2025) foi um escritor brasileiro, autor de extensa obra no domínio do conto, da novela, do ensaio, da história da literatura, da crônica, da crítica e da literatura para jovens.

## Vida
Enéas Athanázio é filho do médico José Athanázio e Irma Vieira Athanázio. Fez os estudos primários e secundários em Porto União (SC) e Curitiba (PR), ingressando em 1955 na Faculdade de Direito de Santa Catarina (UFSC), bacharelando-se em 1959, quando recebeu o prêmio “Desembargador José Boiteux”, atribuído ao melhor aproveitamento durante todo o Curso. Nesse período já colaborava com a imprensa de Florianópolis, advogando também, como solicitador-acadêmico, nos foros da região, e lecionava em colégios. No ano seguinte estabeleceu-se como advogado na cidade natal, exercendo sua atividade profissional em várias comarcas, inclusive do Paraná e do Rio Grande do Sul. Foi também professor, vereador e fundou e dirigiu jornais e escreveu com regularidade para a imprensa e o rádio.[carece de fontes?]
Em 1968 prestou concurso para o Ministério Público Estadual, sendo aprovado em segundo lugar. Nomeado, serviu nas comarcas de Anita Garibaldi, Capinzal, Canoinhas, Rio do Sul (2a. Vara) e Blumenau (3a., 2a. e 1a. Varas Cíveis), onde se aposentou como Promotor de Justiça de última entrância. Foi Secretário Adjunto da Justiça do Estado (l987/l989), exercendo por diversas vezes, interinamente, a chefia das pastas da Justiça e da Segurança Pública. Nessa função trabalhou pela melhoria do Sistema Penitenciário estadual. Também foi vice-presidente da Subseção da OAB de Blumenau. Foi ainda um dos fundadores e o primeiro presidente do Conselho Municipal de Cultura da mesma cidade. Lecionou por vários anos na FUNPLOC, hoje Universidade do Contestado - UnC (Legislação Social), e na Universidade de Blumenau - FURB (Direito Constitucional), tendo se habilitado nessas disciplinas.[carece de fontes?]
Tem participado de congressos e seminários, jurídicos e literários, a exemplo de “Nimuendaju” (Brasília - sobre trabalho prisional) e “Produtividade na Administração Pública” (Florianópolis), entre outros. Como palestrante, tem participado de seminários sobre a vida/obra de Monteiro Lobato, tema em que se especializou, como "ML. . .sempre atual" (S. Paulo/SP), "ML, uma história bem contada" (Ribeirão Preto/SP), "ML e a cultura nacional" (Campo Mourão/PR), "A literatura infantil de ML" e "A correspondência de ML" (União da Vitória/PR), "A literatura para adultos de ML" (Blumenau/SC) e outros. Tem proferido palestras sobre Regionalismo Literário e Literatura Catarinense em diversas cidades, a exemplo de Curitiba, Joinville, Blumenau, Brusque, Itajaí, Chapecó, Porto União, Canoinhas, Pomerode, Celso Ramos, Mafra, Seara, Vargem, Campos Novos, Balneário Camboriú etc. Vem participando de eventos literários os mais variados em numerosos pontos do País e do Estado. Desligando-se do serviço público, Enéas Athanázio se fixou em Balneário Camboriú (SC), cidade onde desenvolve intenso trabalho nas áreas da cultura, em geral, e da literatura, em particular. Desde 1961 Enéas Athanázio é casado com Jandira Ribas Athanázio.[carece de fontes?]

## Carreira
Sua carreira literária se iniciou o livro de contos "O Peão Negro", em 1973, seguindo-se outros 39 livros, contendo contos, crônicas, novelas, ensaios, crítica, biografias, reportagens e artigos. Publicou ainda 14 opúsculos e participou até hoje em 130 antologias organizadas em vários Estados (CE, PE, RJ, SP, PR, RS, SC e DF), além de duas nos EUA, uma em inglês e outra em português, e também em Portugal e na França. Tem contos e artigos publicados em periódicos editados por Teresinka Pereira, nos EUA. Manifestações críticas de sua autoria foram publicadas em Portugal. Minicontos do livro “Fiapos de Vida I” foram traduzidos para o espanhol na Universidade de Formosa (Argentina). Diversos livros, ensaios, contos e poemas lhe têm sido dedicados. É autor de muitos prefácios, posfácios, apresentações, notas e orelhas de livros.[carece de fontes?]
O conto é o gênero predominante em sua obra, sendo considerado pela crítica um regionalista dos Campos Gerais.[carece de fontes?]
Enéas Athanázio é o único biógrafo de Godofredo Rangel e Crispim Mira. Seu acervo sobre o primeiro foi doado ao Arquivo Histórico de Blumenau e sobre o segundo ao Arquivo Histórico de Joinville, terra natal daquele escritor. Parte do acervo pessoal de/sobre Enéas Athanázio se encontra na “Seção de Coleções Especiais” da Biblioteca Central da UFSC, em Florianópolis, no Arquivo Histórico de Blumenau e na Casa da Cultura de Campos Novos. Estudioso de Lima Barreto e Gilberto Amado tem pesquisado escrito e falado a respeito desses escritores. Seus estudos sobre Godofredo Rangel serviram de base para um número especial do “Suplemento Literário do Minas Gerais” alusivo ao centenário do escritor; sua bibliografia sobre Monteiro Lobato serviu de base para o número especial do “Boletim Bibliográfico” comemorativo do centenário do escritor. Seu conto “Bicharia Assustada” foi teatralizado e apresentado no auditório do Centro de Cultura de Blumenau. Seu conto “Poço da Bica”, publicado pela primeira vez no livro “Meu Chão”, foi convertido em filme, com o título de “Izaura”, pela TVi Cinema e Televisão, de Florianópolis, estreando em 13 de dezembro de 2003 através da RBS TV. Por sugestão sua, a Escolinha de Artes da cidade de Blumenau passou a se chamar Monteiro Lobato.[carece de fontes?]
Enéas Athanázio é sócio da União Brasileira de Escritores (UBE/SP) e foi seu delegado em SC; é sócio da Ordem Nacional dos Escritores (ONE/SP); da Ordem dos Velhos Jornalistas (OVJB/RJ), da qual foi um dos diretores; sócio-efetivo do Instituto Histórico e Geográfico de Santa Catarina (IHG/SC). É sócio-correspondente de cinco Academias estaduais: Academia Piauiense de Letras (APL/PI), Academia Pernambucana de Letras (APL/PE), Academia Mineira de Letras (AML/MG), Academia Carioca de Letras e Academia de Letras e Artes do Amazonas (ALCEAR).[carece de fontes?]

## Prêmios e distinções
Tem recebido muitos prêmios e distinções literárias, cívicas e jurídicas, entre eles:
- Prêmio Desembargador José Boiteux - Faculdade de Direito da UFSC (jurídico) - 1959.[carece de fontes?]
- Prêmio Monteiro Lobato de Literatura Infanto-Juvenil - Concurso nacional promovido pela Academia Brasileira de Literatura Infanto-Juvenil e Grupo Aché - S. Paulo - 1989.[carece de fontes?]
- Prêmio Concurso Sinergia I - Concurso de contos do Sindicato dos Eletricitários - Florianópolis - 1992.[carece de fontes?]
- Prêmio Mérito Cultural de 1997, conferido pela União Brasileira de Escritores (UBE/RJ) - Rio de Janeiro - 1998.[carece de fontes?]
- Medalha do Mérito Anita Garibaldi - Condecoração conferida pelo Governo do Estado de Santa Catarina por serviços relevantes - Florianópolis - 1988.[carece de fontes?]
- Honra ao Mérito - Título de Cidadão Honorário concedido pela Câmara Municipal de Anita Garibaldi (SC) - 1972.[carece de fontes?]
- Cidadão emérito de Blumenau - Título concedido pela Câmara Municipal - 1986.[carece de fontes?]
- Cidadão emérito de Campos Novos - Título conferido pela Câmara Municipal - 1995.[carece de fontes?]
- Medalha dos 75 anos do Instituto Histórico e Geográfico de Santa Catarina (IHGSC) - 1995.[carece de fontes?]
- Medalha do Sesquicentenário da Morte de Cruz e Sousa (Fundação Catarinense de Cultura – Florianópolis – 1998).[carece de fontes?]
- Prêmio Othon D’Eça,da Academia Catarinense de Letras, por ter sido eleito “Escritor do Ano 2000”.[carece de fontes?]
- Prêmio Centenário de Lúcia Miguel Pereira, conferido pela Academia Mineira de Letras, na categoria ensaio - 2003.[carece de fontes?]
- "Cidadão Piauiense", título conferido pela Assembléia Legislativa do Estado do Piauí (Teresina/2006).[carece de fontes?]
- "The best of the year", diploma conferido pela IWA (USA – 2006).[carece de fontes?]
- Prêmio “Mérito Cultural”, conferido pela revista "Blumenau em Cadernos" por relevantes serviços prestados (2007)[carece de fontes?]
- "Medalha de Mérito”, categoria ouro, e diploma, conferidos pela Academia Brasileira de Estudos e Pesquisas Literárias pela publicação do livro "A Liberdade Fica Longe" (Rio de Janeiro – 2007).[carece de fontes?]
- Medalha do Mérito Cultural Lucídio Freitas, conferida pela Academia Piauiense de Letras e entregue em 30 de janeiro de 2008 (Teresina).[carece de fontes?]
- Medalha da Ordem do Mérito Judiciário, conferida pelo Tribunal de Justiça de Santa Catarina (TJSC).[carece de fontes?]

## Obras
- O PEÃO NEGRO, contos, S. Paulo, Editora do Escritor, 1973.
- 3 DIMENSÕES DE LOBATO, ensaios, S. Paulo, Editora do Escritor, 1975.
- O AZUL DA MONTANHA, contos, S. Paulo, Editora do Escritor, 1976.
- GODOFREDO RANGEL, biografia, Curitiba, Gráfica Editora 73, 1977.
- O PROMOTOR PÚBLICO NA JUSTIÇA ELEITORAL, jurídico, S. Paulo, Editora I. La. Palma, 1978.
- MEU CHÃO, contos, S. Paulo, Editora do Escritor, 1980.
- O MULATO DE TODOS OS SANTOS, ensaios, Curitiba, Gráfica Editora Veja, 1982.
- TAPETE VERDE, contos, S. Paulo, Editora do Escritor, 1983.
- FIGURAS E LUGARES, ensaios, Blumenau, Fundação “Casa Dr. Blumenau”, 1983.
- A PÁTINA DO TEMPO, ensaios, Blumenau, Fundação “Casa Dr. Blumenau”, 1984.
- FALANDO DE GILBERTO AMADO, ensaios, Blumenau, Fundação “Casa Dr. Blumenau”, 1985.
- PRESENÇA DE INOJOSA, ensaios, Blumenau, Fundação “Casa Dr. Blumenau”/Gráfica 43, 1985.
- ERVA-MÃE, contos, S. Paulo, Editora do Escritor, 1986.
- MEU AMIGO HÉLIO BRUMA, ensaios, S. Paulo, Editora do Escritor, 1987.
- TEMPO FRIO, contos, S. Paulo, Editora do Escritor, 1988.
- O AMIGO ESCRITO, biografia, Florianópolis,  Secretaria de Estado da Cultura, 1988.
- A CRUZ NO CAMPO, novela, S. Paulo, Editora do Escritor, 1989.
- O PERTO E O LONGE (Vol. 1), ensaios, Blumenau, Fundação “Casa Dr. Blumenau”, 1990.
- O PERTO E O LONGE (Vol. 2), ensaios, Blumenau, Fundação “Casa Dr. Blumenau”, 199l.
- O APARECIDO DE ITUY, contos, Blumenau, Fundação “Casa Dr. Blumenau”, 1991.
- JORNALISTA POR IDEAL (Considerações sobre um catarinense esquecido: Crispim Mira), ensaios, Blumenau, Fundação “Casa Dr. Blumenau”, 1992.
- SÃO ROQUE DA VENTANIA, novela, B. Camboriú, Editora Minarete, 1993.
- ROSILHO VELHO, contos juvenis, B. Camboriú, Editora Minarete, 1994.
- ADEUS, RANGEL!, ensaios, B. Camboriú. Editora Minarete, 1994.
- FIAPOS DE VIDA I, causos nanicos, B. Camboriú, Editora Minarete, 1996.
- UM ARTISTA CHAMADO ANTÔNIO, súmula biográfica, B. Camboriú, Editora Minarete, 1997.
- VIDA CONFINADA, autoficção, B. Camboriú, Editora Minarete, 1997.
- AS RAZÕES DA QUEDA, breve ensaio de Ciência Política, B. Camboriú, Editora Minarete.
- A GRIPE DA BARREIRA, contos, B. Camboriú, Editora Minarete, 1999.
- FAZER O PIAUÍ, ensaios, B. Camboriú, Editora Minarete, 2000.
- O CAVALO INVEJA E A MULA MANCA, contos, B. Camboriú, Editora Minarete, 2001.
- AS ANTECIPAÇÕES DE LOBATO E OUTROS ESCRITOS, ensaios, B. Camboriú, Editora Minarete, 2001.
- MUNDO ÍNDIO, ensaios, artigos e contos, B. Camboriú, Editora Minarete, 2003.
- FIAPOS DE VIDA II, oitenta e tantas lérias, crônicas, B. Camboriú, Editora Minarete, 2004.
- CRÕNICAS ANDARILHAS, utopia campeira, crônicas, B. Camboriú, Editora Minarete, 2005.
- DIREITO INTERNACIONAL PÚBLICO – NOÇÕES ELEMENTARES, jurídico, B. Camboriú, Editora Minarete, 2006.
- A LIBERDADE FICA LONGE – Novelas, contos e crônicas, B. Camboriú, Editora Minarete, 2007.
- O PÓ DA ESTRADA – Crônicas de Viagens – B. Camboriú – Editora Minarete, 2008.
- MEU AMIGO, O PIAUÍ – Crítica, Edição da UFPI, Teresina, 2008